# 葬祭ディレクター
葬祭ディレクター（そうさいディレクター）は、日本における葬祭業界に働く人に必要な知識と技能のレベルを示す称号。日本の葬祭業界団体の1つである葬祭ディレクター技能審査協会（全日本葬祭業協同組合連合会内）が実施する「葬祭ディレクター技能審査」（厚生労働大臣が認定する技能審査のひとつ）に合格することにより認定される。
なお、本資格は業務独占資格ではなく、葬祭業に従事するに当たってこの検定合格の義務はないが、葬祭業者によっては受付に所属合格者が掲示されるなど、取得を推奨されている。

## 等級区分
1級と2級がある。2024年現在、1級葬祭ディレクター･2級葬祭ディレクターの総数は約40,000人。

## 試験

### 受検資格
- 1級：葬祭実務経験5年以上、または2級合格後、2年以上の実務経験を有する者
- 2級：葬祭実務経験2年以上を有する者

※協会が認定する専門学校の特定コースを修了した者は、その期間が2級の実務経験に算入される。

### 技能範囲
- 1級：全ての葬儀における受注から会場設営、式典運営に至るまでの詳細な知識と技能
- 2級：個人葬における受注から会場設営、式典運営に至るまでの一般的な知識と技能

### 試験内容
- 学科（CBT） : 葬儀に関する知識を問う
- 幕張（実技） : 幕張装飾技能の習熟を問う
- 接遇（実技） : 遺族への適切な応接能力を問う
- 司会（実技） : 葬儀運営の基礎能力を問う

※2024年度より、学科試験がCBT試験に移行した。

### 試験日
実技試験は、年1回、11月の友引に全国8ヵ所の会場で実施される。
学科試験は、実技試験の前月1か月の間に予めCBTで受験する。

## 認定校
葬祭ディレクター育成のために、審査協会が認定したカリキュラムを持つ認定校が存在する
- ウェディング・ホテル&ツーリズム専門学校葬祭学科
- 大阪ウェディング&ホテル・観光専門学校心のおもてなし科葬祭ディレクターコース
- 国際情報専門学校長野平青学園ホテル・ブライダル&セレモニーコース
- 国際ホテル・ブライダル専門学校葬祭ディレクター科
- 駿台トラベル&ホテル専門学校葬祭ディレクター学科
- 専門学校大阪ホスピタリティ・アカデミー葬祭ディレクター学科葬祭ディレクターコース
- 専門学校東京ホスピタリティ・アカデミー葬祭ディレクター学科葬祭ディレクターコース
- 日本ヒューマンセレモニー専門学校フューネラル学科・エンバーミング学科
- 福岡ブライダル&ホテル・観光専門学校葬祭ディレクターコース

## その他
以前は『月刊仏事』（鎌倉新書発行）に学科試験の過去問が掲載されていた。